# Комунікативність
Комунікативність — сукупність істотних, відносно стійких властивостей особистості, що сприяють успішному прийому, розумінню, засвоєнню, використанню й передаванню інформації.

## Гіперкомунікативність
Намагання стати центром спілкування, неадекватне усвідомлення позиції партнерів, ігнорування їх кутів зору; гіпокомунікативність — нездатність нормально контактувати, організовувати зворотний зв'язок із співрозмовником. Якщо гіперкомунікативність робить співрозмовника надокучливим, то за гіпокомунікативності розмова, як правило, згасає, партнери в процесі спілкування відчувають внутрішній дискомфорт і незадоволення його результатами. Обидві форми прояву комунікативності не відповідають вимогам до спілкування.
Комунікативність — вміння говорити і слухати. Потрібно оволодіти навичками ораторського мистецтва, вміти переконувати аудиторію, надати їй естетичне задоволення від промови, вплинути на волю, свідомість, почуття слухачів, викликати емпатію (якщо це необхідно). Для працівника соціально-культурної сфери важливо слухати уважно, зацікавлено, враховувати тип співрозмовника (мобільний, регідний).
Це також система налагодження обміну інформацією з ринком збуту продукції, що дає змогу підприємству адаптуватися до ринкових умов, котрі змінюються, і домагатися поставленої мети. Концепція маркетингової К. — один з ефективних напрямів розробки засад спільної співпраці, реалізації спільних взаємовигідних проектів, програм, планів як на внутрішньому, так і на зовнішньому ринках.

## Види комунікативності та їх класифікація
1. Інтелектуальна комунікативність — процес міжособистісного сприйняття і встановлення взаєморозуміння, знаходження спільної мови. Комунікативність реалізується в здатності групи створювати оптимальні шляхи взаімоінформації у визначенні спільних позицій, суджень, прийняття групових рішень. Ідеальним еквівалентом інтелектуальної комунікативності є здатність членів групи розуміти один одного з півслова.
2. Емоційна комунікативність — міжособистісні зв'язки емоційного характеру, динамічний процес переважаючого емоційного настрою групи, її емоційні потенціали. Емоційна комунікативність проявляється в реалізації народної мудрості: «Розділена радість — дві радості, розділене горе — півгоря».
3. Вольова комунікативність — здатність групи протистояти труднощам і перешкодам, її своєрідна стресостійкість, надійність в екстремальних ситуаціях.
4. Референтні за емоційною комунікативності — еталонність емоційної атмосфери групи для особистості і її задоволеність цією атмосферою.
5. Інтрагрупова активність за емоційною комунікативності — емоційний вплив на особистість усередині групи.
6. Інтрагрупова активність по вольовій комунікативності — здатність групи максимально активізувати своїх членів у вольовому та інтелектуальному відношенні в екстремальних ситуаціях.
7. Референтні по вольовій комунікативності — підвищення еталонності групи, підкреслене дотримання норм, цінностей, традицій групи в екстремальних умовах.